# Nigg Bay (vik i Storbritannien, Aberdeen City)
Nigg Bay är en vik i Storbritannien.   Den ligger i kommunen Aberdeen City och riksdelen Skottland, i den norra delen av landet, 600 km norr om huvudstaden London.